# Heterogenys microphthalma
Heterogenys microphthalma is een garnalensoort uit de familie van de Acanthephyridae. De wetenschappelijke naam van de soort is voor het eerst geldig gepubliceerd in 1885 door Smith.